# Lijst van rijksmonumenten in Maastricht/Lenculenstraat
Een overzicht van de 23 rijksmonumenten in de stad Maastricht gelegen aan of bij de Lenculenstraat.
| Object | Oorspronkelijke functie?  | Bouwjaar              | Architect | Locatie            | Coördinaten?                  | Nr.?   | Afbeelding        |
| --- | ------------------------- | --------------------- | --------- | ------------------ | ----------------------------- | ------ | ----------------- |
| Huis met langs beide gevels een profiellijst over de pui. Gevelstenen met een linker- en een rechterhand 1737 D.GULDE HANDT, afkomstig van Muntstraat 50. | Gebouw                    | 17e eeuw              |           | Lenculenstraat 1   | 50° 50' 49" NB, 5° 41' 24" OL | 27264  | Meer afbeeldingen |
| Huis met lijstgevel. | Gebouw                    | eerste helft 18e eeuw |           | Lenculenstraat 7   | 50° 50' 48" NB, 5° 41' 22" OL | 27265  | Meer afbeeldingen |
| Huis met lijstgevel. | Gebouw                    | 19e eeuw              |           | Lenculenstraat 8   | 50° 50' 49" NB, 5° 41' 22" OL | 27266  | Meer afbeeldingen |
| Huis met lijstgevel. | Gebouw                    | eerste helft 18e eeuw |           | Lenculenstraat 9   | 50° 50' 48" NB, 5° 41' 22" OL | 27267  | Meer afbeeldingen |
| Huis met lijstgevel. | Woonhuis                  | 17e eeuw              |           | Lenculenstraat 10  | 50° 50' 49" NB, 5° 41' 22" OL | 27268  | Meer afbeeldingen |
| Huis met lijstgevel. | Gebouw                    | 18e eeuw              |           | Lenculenstraat 13  | 50° 50' 48" NB, 5° 41' 22" OL | 27269  | Meer afbeeldingen |
| Huis met zeer brede lijstgevel. | Gebouw                    | eerste helft 18e eeuw |           | Lenculenstraat 14  | 50° 50' 49" NB, 5° 41' 21" OL | 27270  | Meer afbeeldingen |
| Huis met lijstgevel. | Gebouw                    | eerste helft 18e eeuw |           | Lenculenstraat 15  | 50° 50' 48" NB, 5° 41' 21" OL | 27271  | Meer afbeeldingen |
| Huis met brede lijstgevel. | Woonhuis                  | derde kwart 18e eeuw  |           | Lenculenstraat 16  | 50° 50' 48" NB, 5° 41' 20" OL | 27272  | Meer afbeeldingen |
| Huis met lijstgevel. | Woonhuis                  | eerste helft 18e eeuw |           | Lenculenstraat 17  | 50° 50' 48" NB, 5° 41' 21" OL | 27273  | Meer afbeeldingen |
| Huis met lijstgevel. | Gebouw                    | eerste helft 18e eeuw |           | Lenculenstraat 18  | 50° 50' 48" NB, 5° 41' 20" OL | 27274  | Meer afbeeldingen |
| Huis met brede lijstgevel. | Gebouw                    | eerste helft 18e eeuw |           | Lenculenstraat 18A | 50° 50' 48" NB, 5° 41' 19" OL | 27275  | Meer afbeeldingen |
| Huis met lijstgevel. | Gebouw                    | eerste helft 18e eeuw |           | Lenculenstraat 19  | 50° 50' 48" NB, 5° 41' 21" OL | 27276  | Meer afbeeldingen |
| Huis met lijstgevel. Gevelsteen met ton, druiven en 1737.                                                                                                 | Woonhuis                  | 1737                  |           | Lenculenstraat 20  | 50° 50' 48" NB, 5° 41' 19" OL | 27277  | Meer afbeeldingen |
| R.K.-weeshuis. | Sociale zorg, liefdadigh. | 15e - 18e eeuw        |           | Lenculenstraat 21  | 50° 50' 48" NB, 5° 41' 19" OL | 27278  | Meer afbeeldingen |
| Huis met lijstgevel. | Gebouw                    | 17e eeuw              |           | Lenculenstraat 27  | 50° 50' 48" NB, 5° 41' 18" OL | 27279  | Meer afbeeldingen |
| Huis met brede lijstgevel. | Gebouw                    | 18e eeuw e.v.         |           | Lenculenstraat 29  | 50° 50' 48" NB, 5° 41' 18" OL | 27280  | Meer afbeeldingen |
| Huis met lijstgevel. | Gebouw                    | 17e eeuw              |           | Lenculenstraat 30  | 50° 50' 48" NB, 5° 41' 17" OL | 27281  | Meer afbeeldingen |
| Huis met lijstgevel. | Gebouw                    | 18e eeuw              |           | Lenculenstraat 32  | 50° 50' 48" NB, 5° 41' 17" OL | 27282  | Meer afbeeldingen |
| Complex, dat van 1690 tot 1913 diende voor Gereformeerd Weeshuis.                                                                                         | Gebouw                    | 17e eeuw              |           | Lenculenstraat 33  | 50° 50' 47" NB, 5° 41' 16" OL | 27283  | Meer afbeeldingen |
| Huis, met aan de straat een in- en uitgezwenkte top in de trant van Hans Vredeman de Vries boven een Maaslands hoofdgestel met consoles.                  | Gebouw                    | 17e eeuw              |           | Lenculenstraat 34  | 50° 50' 48" NB, 5° 41' 17" OL | 27284  | Meer afbeeldingen |
| De aanwezige resten van de eerste stadsmuur van na 1229.                                                                                                  | Omwalling                 | na 1229               |           | Lenculenstraat 21  | 50° 50' 48" NB, 5° 41' 19" OL | 28015  | Upload foto       |
| Toneelacademie. | Onderwijs en wetenschap   | 1913                  |           | Lenculenstraat 31  | 50° 50' 48" NB, 5° 41' 17" OL | 506715 | Meer afbeeldingen |